# Teledyne Technologies
Teledyne Technologies Incorporated (NYSE: TDY) er et amerikansk industriselskab. Virksomheden blev etableret i 1960, som Teledyne, Inc., af Henry Singleton og George Kozmetsky.
De producerer til luftfarts- og forsvarsindustrien, producerer elektronik og elektrisk udstyr, motorer, instrumenter, energiprodukter og software.